# Kento Momota
Kento Momota (en japonés: 桃田賢斗, Momota Kento, Mino, 1 de septiembre de 1994) es un deportista japonés que compite en bádminton, en la modalidad individual.
Ganó tres medallas en el Campeonato Mundial de Bádminton entre los años 2015 y 2019. En los Juegos Asiáticos de 2018 consiguió una medalla de bronce en la prueba de equipo.

## Palmarés internacional
| Campeonato Mundial | Campeonato Mundial  | Campeonato Mundial | Campeonato Mundial |
| Año                | Lugar               | Medalla            | Prueba             |
| ------------------ | ------------------- | ------------------ | ------------------ |
| 2015               | Yakarta (Indonesia) | Medalla de bronce  | Individual         |
| 2018               | Nankín (China)      | Medalla de oro     | Individual         |
| 2019               | Basilea (Suiza)     | Medalla de oro     | Individual         |
| Juegos Asiáticos   |                     |                    |                    |
| Año                | Lugar               | Medalla            | Prueba             |
| 2018               | Yakarta (Indonesia) | Medalla de bronce  | Equipo             |